# Wöschbach
Wöschbach ist einer der vier Ortsteile der Gemeinde Pfinztal bei Karlsruhe in Baden-Württemberg.
Wöschbach hat knapp 3000 Einwohner.

## Geografie
Der Ort liegt auf 198 Meter Höhe im oberen Teil des Wöschbachtals, einem etwa vier Kilometer langen, halbkreisförmigen Seitental des Pfinztals. Da es eine offizielle Autostraße nur nach Berghausen gibt, hat der Ort keinen Durchgangsverkehr.

### Nachbarorte
Wöschbach grenzt an die Ortschaften Söllingen, Berghausen, Wössingen und Jöhlingen.

## Geschichte

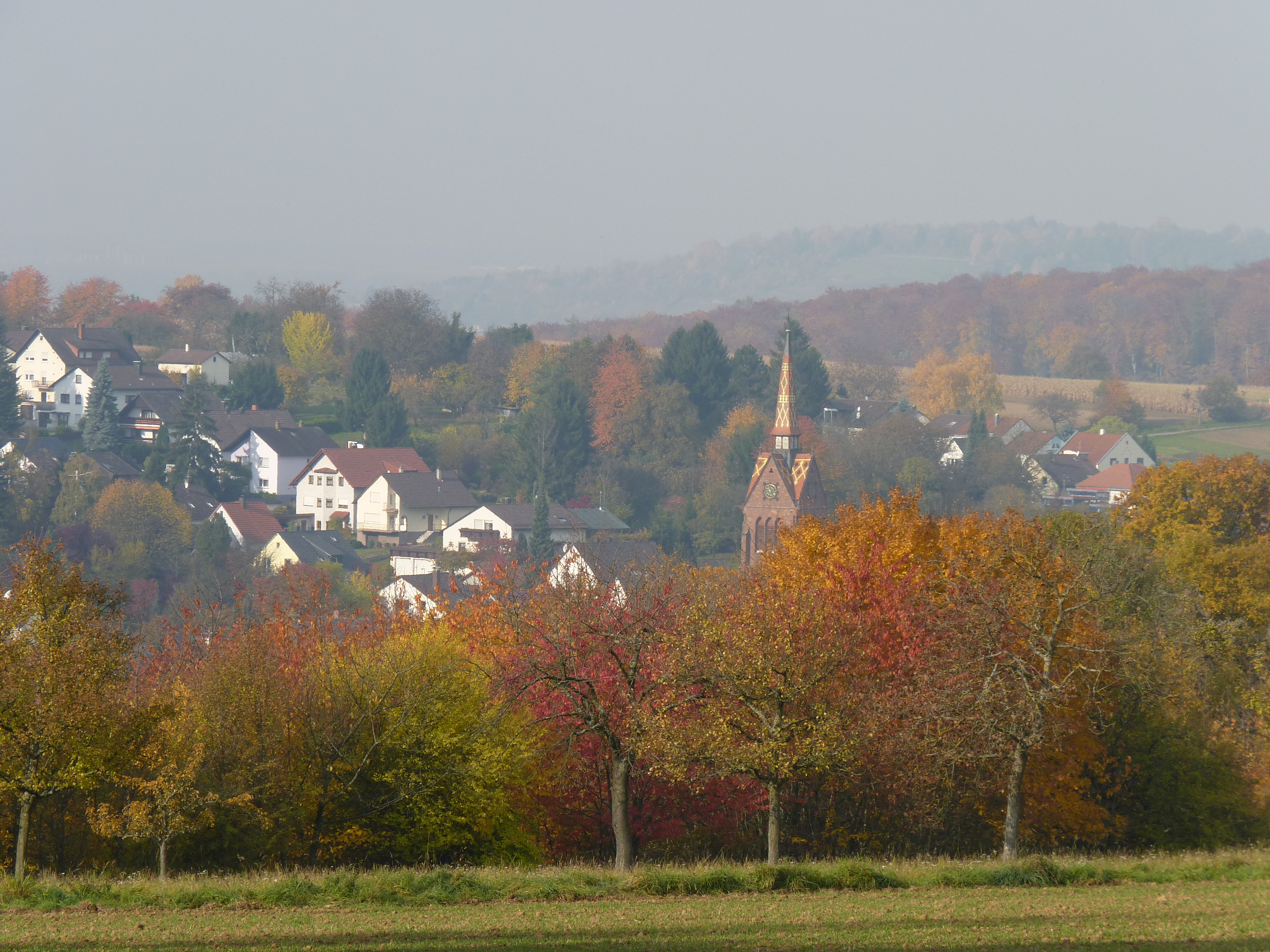
Blick über Wöschbach

Wöschbach wurde 1297 unter der Bezeichnung „Wesebach“ erstmals urkundlich erwähnt. Der Ort unterstand bis Anfang des 19. Jahrhunderts dem Hochstift Speyer und blieb daher im 16. Jahrhundert katholisch, während die meisten anderen Nachbarorte unter Baden-Durlach evangelisch wurden. Während des Dreißigjährigen Kriegs verlor er fast seine gesamte Bevölkerung. Viele Einwohner starben in den beiden Weltkriegen, öffentliche Gebäude und Wohnhäuser wurden zerstört. Etwa 400 Heimatvertriebene fanden nach Ende des Zweiten Weltkrieges in Wöschbach ein neues Zuhause. Damals wohnten in Wöschbach etwa 1200 Bürger.
Am 1. Januar 1974 wurde Wöschbach in die neue Gemeinde Pfinztal eingegliedert.

## Verkehr

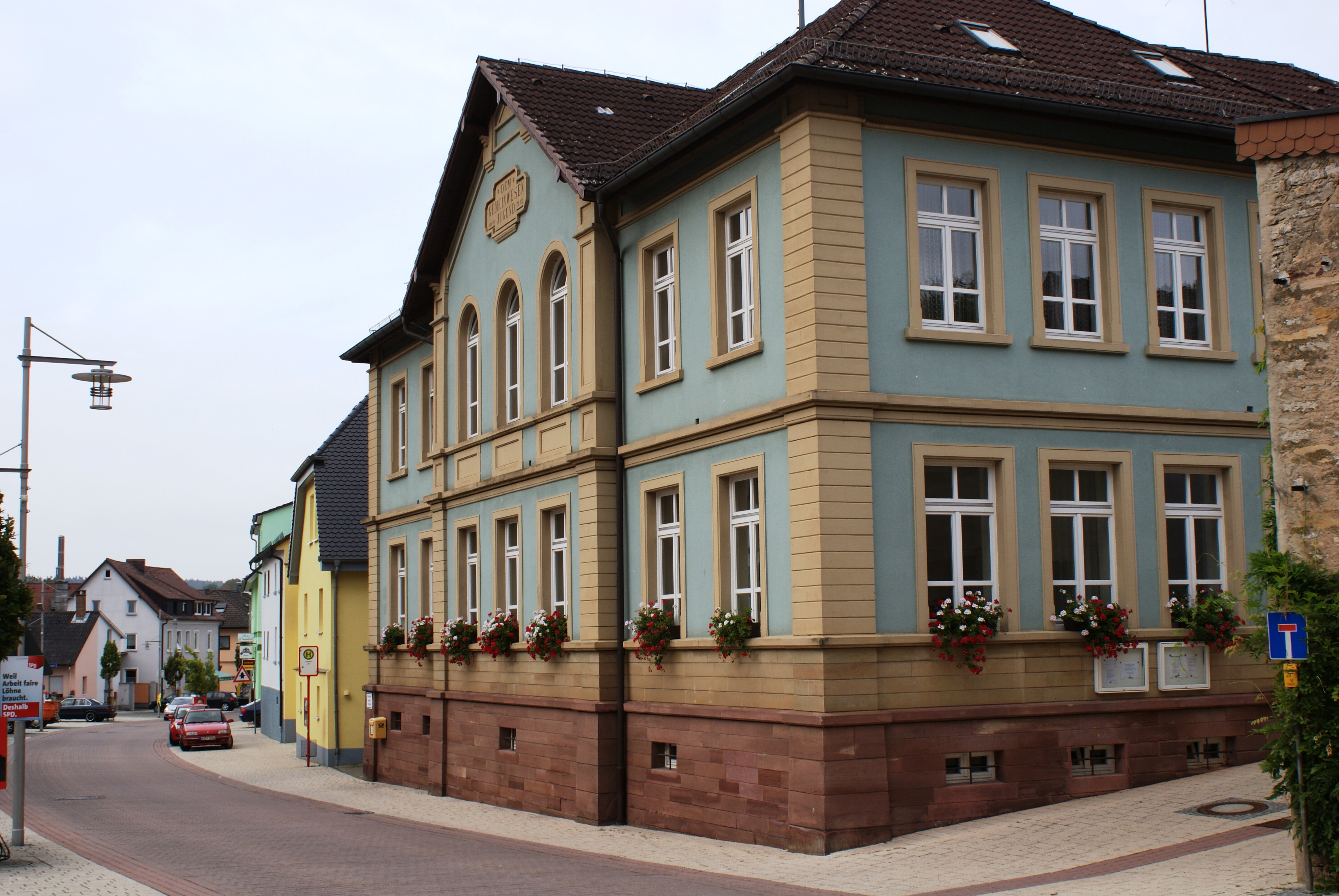
Rathaus in der Wesostraße

Der Ort ist mit öffentlichen Verkehrsmitteln durch die Buslinie 151 der AVG nach Berghausen mindestens alle 30 Minuten werktags tagsüber regelmäßig zu erreichen. In Berghausen besteht Anschluss an die Stadtbahnlinie S5 nach Karlsruhe bzw. Pforzheim.
Die Kreisstraße 3541 ist die Hauptverkehrsanbindung des Ortes, sie geht in die Wesostraße über und endet an einem Buswendeplatz. Eine einspurige, jedoch stark genutzte Verbindungsstraße führt nach Söllingen.
Relevant für die Luftfahrtnavigation befindet sich 1,5 Kilometer südöstlich von Wöschbach das DVOR/DME-Drehfunkfeuer KRH.

## Wirtschaft
Am Ortseingang von Wöschbach findet sich das Gewerbegebiet „Im Täle“. Innerhalb des Ortes gibt es an der Wesostraße (ehem. Hauptstraße) verschiedene Läden mit Angeboten für den täglichen Bedarf – wie z. B. Bäcker und Metzger.

## Bildung
Wie alle Orte im Pfinztal verfügt auch Wöschbach über eine Grundschule. Für die jüngeren Kinder gibt es zwei Kindergärten.

## Kirchen und Glaubensgemeinschaften
Das überwiegend katholische Wöschbach verfügt in der Nähe des Rathauses über die 1895 eingeweihte eine katholische Kirche (St. Johannes der Täufer). Im Jahr 1955 wurde für die evangelische Minderheit zusätzlich die evangelische Kapelle Wöschbach eingeweiht, sie gehört zur Evangelischen Kirchengemeinde Berghausen-Wöschbach. Auch die neuapostolische Kirche verfügt über eine Kapelle in Wöschbach.

## Öffentliche Einrichtungen
Wöschbach verfügt über eine Mehrzweckhalle, die für Vereinsfeste und Sportveranstaltungen genutzt werden kann. Am Ortseingang gibt es den sogenannten Festplatz mit überdachter Halle und Bühne, in der häufig Dorffeste stattfinden.
Ein Feuerwehrhaus wurde um das Jahr 2005 am Ortseingang neu gebaut.

## Sehenswürdigkeiten

### Kreuzwanderweg
Der Kreuz-Wanderweg um Wöschbach führt an verschiedenen Typen der Straßen-, Andachts-, Wege- und Feldkreuze vorbei. Viele ähnliche Steinkreuze befinden sich auch in der Nachbargemeinde Jöhlingen.

### Kirche Johannes der Täufer
Die Kirche Johannes der Täufer der katholischen Kirchengemeinde ist eine der schönsten Kirchen in Pfinztal. Nach ihren bescheidenen Anfängen als Kapelle wurde die Kirche in ihrer heutigen Form im Jahre 1895 geweiht. Durch einen Fliegerangriff in der Nacht vom 28. zum 29. Juli 1944 wurde sie stark beschädigt und das Kirchendach zerstört.
Nach dem Krieg wurden die Schäden behoben und weitere Sanierungen in drei Bauabschnitten der Jahre 1950, 1962/64 und 1987/88 durchgeführt.

## Söhne und Töchter der Gemeinde
- Friedhelm Zilly (* 1944), Bildhauer

## Wappen
Der Ort führt sein Wappen bereits seit dem 19. Jahrhundert. Die heutige Darstellung geht auf einen Vorschlag des Badischen Generallandesarchiv vom Jahr 1901 zurück und erinnert daran, dass der Ort bis 1803 zum Domkapitel Speyer gehörte.
Die Beschreibung lautet: In Blau ein fasvettiertes silbernes Schild, belebt mit einem roten Herzschild, darin das goldene Dorfzeichen.